# Кандеал
Кандеал (порт. Candeal)  —  муниципалитет в Бразилии, входит в штат Баия. Составная часть мезорегиона Северо-восток штата Баия. Входит в экономико-статистический  микрорегион Серринья. Население составляет 9678 человек на 2006 год. Занимает площадь 455,278 км². Плотность населения — 21,3 чел./км².

## История
Город основан 23 апреля 1962 года.

## Статистика
- Валовой внутренний продукт на 2003 год составляет 16 054 503,00 реалов (данные: Бразильский институт географии и статистики).
- Валовой внутренний продукт на душу населения на 2003 год составляет 1624,62 реалов (данные: Бразильский институт географии и статистики).
- Индекс развития человеческого потенциала на 2000 год составляет 0,610 (данные: Программа развития ООН).